# Classe C 101
La Classe C 101 est une classe de navires de lutte anti-sous-marine dit chasseur de sous-marin achevée après la Première Guerre mondiale.

## Histoire

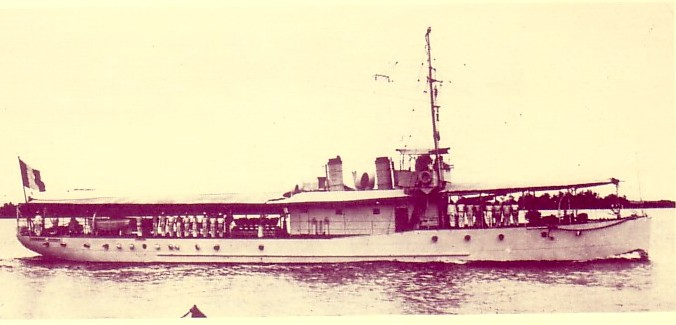
Commandant Bourdais

C'est une classe de chasseurs de sous-marins construite en France dans différents chantiers navals : Augustin Normand Le Havre, Ateliers et Chantiers de la Loire et Chantiers Dubigeon à Nantes.
C'est une série de bâtiment complétant les 100 chasseurs américains de type C 1 , à coque bois, acquis juste après la Première Guerre mondiale.

La majorité des unités est vendue en 1930.

Quatre bâtiments seront présents lors de la Seconde Guerre mondiale. Les deux premiers, devenus patrouilleurs auxiliaires à Cherbourg : Le CH107 qui sera perdu par abordage en avril 1940 et le CH 106  QUI sera saisi par la Royal Navy la même année.
Les deux autres, devenus canonnières fluviales en Cochinchine : CH 111 baptisé Commandant Bourdais  et le CH 112 baptisé Avalanche sont coulés en 1945.